# Stephan Mayer (General)
Stephan Mayer (* 1941; † 11. April 2015) war ein österreichischer Offizier, zuletzt im Range eines Generalleutnants, und Präsident der Europäischen Union wehrhistorischer Gruppen. 

## Leben
Mayer absolvierte die Theresianische Militärakademie und erreichte während seines aktiven Militärdienstes den Rang eines Generalleutnants. Zudem war er von 2003 bis 2006 Präsident der Europäischen Union wehrhistorischer Gruppen und nahm als solcher, aber auch später immer wieder, als hochrangiger Vertreter an Treffen wehrhistorischer Gruppen teil. Er starb im Jahr 2015.